# Fístula aortoentérica
Una fístula aortoentérica es una conexión anormal entre la aorta y los intestinos, el estómago o el esófago. Por aquí puede haber una pérdida significativa de sangre que es acumulada en los intestinos lo que produce heces con sangre y la muerte. Por lo general, es secundaria a una reparación de aneurisma aórtico abdominal. La tercera o cuarta porción del duodeno es el sitio más común para la formación de fístulas aortoentéricas, seguida del yeyuno y el íleon. 

## Diagnóstico
El diagnóstico suele ser a través de una angiografía por tomografía computarizada, esofagogastroduodenoscopia o arteriografía. Es parte del diagnóstico diferencial del sangrado gastrointestinal.